# باسكوال أورثكو
باسكوال أورثكو باثكيث (بالإسبانية: Pascual Orozco)‏ ثوري وعسكري مكسيكي، وُلد في سان إيسدرو باسكوال أورثكو في 28 يناير 1882. دعم خطة سان لويس لفرانسيسكو ماديرو. عقب انتصار الثورة، شغل منصب قائد قائد القوات غير النظامية في ولاية شيواوا، منقلبًا بعد ذلك على حكومة ماديرو، مدعومًا بردة الفعل المؤيدة له من قبل فيكتوريانو ويرتا، الذي منحه لقب فريق أول للواء عسكري. وتُوفي في إل باسو، تكساس في 30 أغسطس 1915.

## حياته
باسكوال أورثكو هو ابن لكل من باسكوال أورثكو الأب وأمادا أورثكو إيه باثكيث. تزوج من ريفوخيو فرياس، وكرس فترة شبابه لنقل المعادن الثمينة بين شركات التعدين الخاصة بالدولة، والذي سمح له في وقت قصير في شراء منجم الذهب الخاص به. هو عم ماكسيميانو ماركيث أورثكو العقيد الذي شارك بالثورة التي كانت في ماديرا بشيواوا. في بدايات القرن العشرين، بدأ في الاهتمام بأفكار الأخوين فلوريس ماجون، وفي عام 1909، بدأ في استيراد الأسلحة من الولايات المتحدة قبل الاندلاع الوشيك للثورة المكسيكية. في 31 أكتوبر عام 1910، عُين قائدًا ثوريًا لنادي بينيتو خواريس. وبعد بسبعة أيام من اندلاع الثورة، حقق أول نصر له على قوات خوان إن نابارو.